# Лучинський Олександр Олександрович
Олекса́ндр Олекса́ндрович Лучи́нський (нар. 23 березня 1900 — пом. 25 грудня 1990) — радянський воєначальник, генерал армії (08.08.1955). Герой Радянського Союзу (19.04.1945). Почесний громадянин міста Берестя (1975). Депутат Верховної Ради СРСР 2—4-го скликань (1946—1958). Кандидат у члени ЦК КПРС у 1952—1961 роках.

## Життєпис
Народився 23 березня 1900 року в місті Києві в родині службовця. Росіянин. Закінчив реальне училище. Працював на складах споживспілки у Саратові.
До лав Червоної армії вступив у 1919 році. Учасник громадянської війни в Росії, під час якої командував взводом, згодом — ескадроном. Після її закінчення командував полковою школою, був начальником штабу полку. У 1927 році закінчив військову школу, у 1930 році — Курси удосконалення командного складу (КУКС). З 1936 року — командир стрілецького полку в Середньоазійському військовому окрузі.
У 1937—1938 роках допомагав китайцям у боротьбі з японськими мілітаристами. У 1940 році закінчив Військову академію імені М. В. Фрунзе й призначений на посаду начальника штабу дивізії. З квітня 1941 року полковник О. О. Лучинський — командир 83-ї гірськострілецької дивізії.
У серпні 1941 року брав участь у радянському вторгненні в Іран.
Учасник німецько-радянської війни з листопада 1942 року. Дивізія під його командуванням воювала у складі військ Закавказького і Північно-Кавказького фронтів. 31 березня 1943 року полковникові О. О. Лучинському присвоєне військове звання «генерал-майор».
З 25 квітня 1943 року — командир 3-го гірськострілецького корпусу 56-ї армії Північно-Кавказького фронту, а згодом — окремої Приморської армії. Брав участь у визволенні Криму. Член ВКП(б) з 1943 року.
21 травня 1944 року генерал-майор О. О. Лучинський призначений командувачем 28-ї армії, а 24 травня того ж року йому присвоєне військове звання «генерал-лейтенанта». 28-а армія у складі військ 1-го та 3-го Білоруських і 1-го Українського фронтів брала участь у визволенні Білорусі, боях у Східній Пруссії, Берлінській і Празькій операціях.
З червня 1945 року генерал-лейтенант О. О. Лучинський командував 36-ю армією Забайкальського фронту, брав участь у розгромі квантунської армії на Далекому Сході. 8 вересня 1945 року присвоєне військове звання «генерал-полковник». У тому ж 1945 році призначений командувачем 4-ю армією.
У 1948 році закінчив Вищі академічні курси при Вищій військовій академії імені К. Є. Ворошилова і з жовтня того ж року командувач 3-ї ударної армії.
З квітня 1949 року — заступник головнокомандувача Групи радянських окупаційних військ у Німеччині. З вересня 1949 року — командувач військ Ленінградського військового округу. З травня 1953 року — командувач військ Туркестанського військового округу. З 1957 року — заступник командувача військ Білоруського військового округу.
У 1958—1964 роках О. О. Лучинський обіймав посаду першого заступника головного інспектора Міністерства оборони СРСР. З 1964 року — військовий інспектор-радник Групи генеральних інспекторів МО СРСР.
Мешкав у Москві, де й помер 25 грудня 1990 року. Похований на Новодівочому цвинтарі.

## Нагороди
Указом Президії Верховної Ради СРСР від 19 квітня 1945 року «за зразкове виконання бойових завдань командування на фронті боротьби з німецькими загарбниками з ліквідації угруповання німців південно-західніше міста Кенігсберга та виявлені при цьому відвагу і героїзм», генерал-лейтенантові Лучинському Олександру Олександровичу присвоєне звання Героя Радянського Союзу з врученням ордена Леніна і медалі «Золота Зірка» (№ 6561).
Нагороджений трьома орденами Леніна (01.04.1943, 19.04.1945, …), орденом Жовтневої революції (21.03.1980), чотирма орденами Червоного Прапора (19.10.1938, …), трьома орденами Суворова 1-го ступеня (23.07.1944, 29.05.1945, 08.09.1945), орденами Кутузова 1-го ступеня (16.05.1944), Суворова 2-го ступеня (03.11.1943), Вітчизняної війни 1-го ступеня (11.03.1985), Червоної Зірки (22.02.1968), «За службу Батьківщині в Збройних Силах СРСР» 2-го і 3-го (30.04.1975) ступенів, медалями й іноземними нагородами.